# Вин Маун
Вин Маун, У Вин Маун, Ман Вин Маун (бирм. မန်းဝင်းမောင်, англ.  Win Maung , 17 апреля 1916, деревня Хлисхэй, Пантейн, округ Иравади, Британская Бирма — 4 июля 1989, Янгон, Мьянма) — бирманский государственный и политический деятель, Президент Бирмы с 1957 по 1962 год.

## Биография
Вин Маун родился 17 апреля 1916 года в деревне Хлисхэй (бирм. လှည်းဆိပ်) близ Рангуна в каренской семье У Шве Ина (англ. U Shwe Yin) и его жены До Тхаря (англ. Daw Tharya). В 1937 году окончил Джадсон колледж Рангунского университета и получил степень бакалавра искусств. Служил в британской нефтяной компании «Бирма ойл компани» и в органах колониальной администрации. После начала войны с Японией на Тихом океане Вин Маун пошёл на службу в британскую армию в чине лейтенанта. Участвовал в военных действиях против японской армии, вступил в бирманскую национальную политическую организацию Антифашистская лига народной свободы (АЛНС). В 1944 году был направлен на военную подготовку в британских учебных центрах в Индии и на Цейлоне. Когда в марте 1945 года АЛНС подняла в Бирме антияпонское восстание, Вин Маун был сброшен с парашютом в районе Тауннгу для организации антияпонского сопротивления. Занимался формированием каренских партизанских отрядов. По окончании военных действий был избран заместителем председателя Лиги каренской молодёжи, а через несколько лет — председателем Объединённой каренской лиги. Член Исполкома АЛНС, в 1947 году избран депутатом Учредительного собрания. После получения страной независимости Вин Маун занял пост министра транспорта и коммуникаций, в 1951—1952 и в 1956 годах избирался депутатом парламента. Также занимал посты министра шахт, горной промышленности и горных работ, министра водного, воздушного и торгового транспорта (англ.  Ministry of Water, Air and Costal Ship).
11 марта 1957 года парламент Бирмы по предложению премьер-министра У Ну единогласно избрал Вина Мауна президентом Бирманского Союза и ряд ораторов выразили надежду, что его деятельность будет содействовать установлению внутреннего мира в стране. 13 марта 1957 года Вин Маун был приведён к присяге и вступил в должность.
Период президентства Вина Мауна совпал с очередными политическими потрясениями в истории страны. Политический кризис 1958 года привёл к власти временное военное правительство генерала У Не Вина, которому удалось несколько стабилизировать ситуацию и провести в 1960 году парламентские выборы. Однако вернувшееся к власти правительство У Ну не смогло решить проблемы Бирмы и ночью на 2 марта 1962 года к власти пришёл Революционный совет во главе с генералом Не Вином. Вин Маун был арестован и провёл в тюрьме около пяти лет.
После освобождения в 1967 году бывший президент отошёл от политики и жил как частное лицо.
Вин Маун скончался 4 июля 1989 года в Янгоне после длительной болезни, о чём сообщил прессе представитель его семьи